# Зоріца Брунцлік
Зоріца Брунцлік (нар. 29 червня 1955, Белград, СФРЮ) — югославська та сербська співачка. 

## Біографія
Зоріца Брунцлік народилася 29 червня 1955 року у Белграді. На початку своєї кар'єри співачка виступала у ресторанах перед невеликою аудиторією. Зоріца також вивчала ікебану у Народному університеті "Божидар Аджія".
Перша пісня Зоріци (серб. Не дај да нас раставе) стала популярною у Югославії та дала назву першому сольному альбому співачки. Брунцлік є переможницею багатьох югославських музичних фестивалів.

## Дискографія
- Не дај да нас раставе (1976)
- Ој, јаворе, јаворе (1978)
- Између мене и тебе (1979)
- Три ноћи љубави (1979)
- Одакле си селе (1980)
- Ако те пољубим (1981)
- Пахуљица (1981)
- Радости моја (1982)
- Ти си моја најслађа бол (1983)
- Утеши ме (1984)
- Ја сам твоја карамела (1985)
- Нећу да те мењам (1986)
- Не дам да ми ломе крила (1987)
- Муке моје (1988)
- Ех, да је среће (1989)
- Рођени једно за друго (1990)
- Ја знам (1992)
- Бранили су нашу љубав (1993)
- Када би ме питали (1995)
- Кад процветају зумбули (1996)
- Дуњо мирисна (1997)
- Целог живота жалим за тобом (1998)
- Еј, судбино (2000)
- Тежак је овај живот (2002)
- Рођендана два (2004)
- Нано моја, нано (2006)